# Walter Sisulu
Walter Max Ulyate Sisulu (Ngcobo (Oost-Kaap), 18 mei 1912 – aldaar, 5 mei 2003) was een Zuid-Afrikaans anti-apartheidsactivist en leider van het Afrikaans Nationaal Congres (ANC).

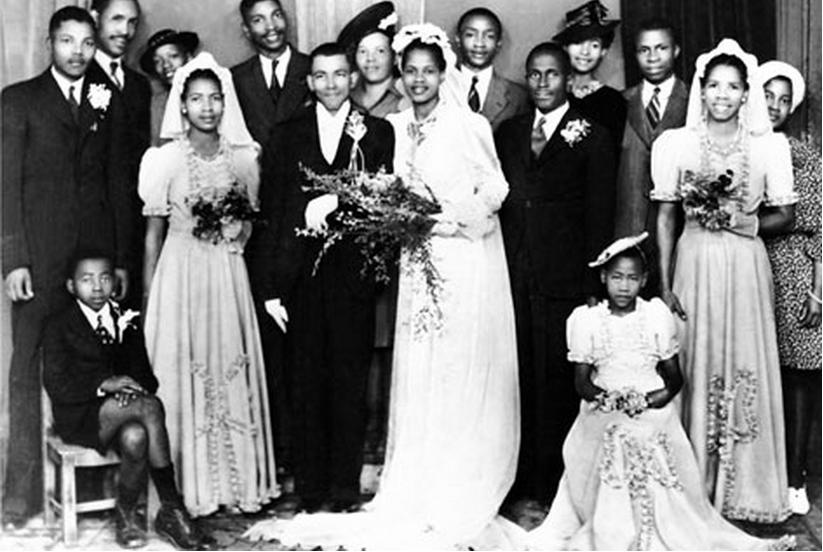
Huwelijksfoto van Walter Sisulu en Albertina Thetiwa, met Evelyn Ntoko Mase (links van de bruid) en Anton Lembede (rechts van de bruid). Nelson Mandela staat achteraan links.

Sisulu, zoon van een zwarte (Xhosa) moeder en een blanke vader, groeide op in Ngcobo, Transkei.
In 1940 werd hij lid van het ANC, en in 1944 stichtte hij met Nelson Mandela en Oliver Tambo de ANC-Jeugdliga (ANCYL). In 1948 won de Nasionale Party de verkiezingen in Zuid-Afrika, en de apartheidspolitiek begon. Politieke tegenstanders van de apartheid riskeerden arrestatie als aanhangers van de verboden communistische partij.
In 1949 werd Sisulu verkozen tot secretaris-generaal van het ANC. Het ANC aanvaardde het programma van de Jeugdliga dat zou trachten via acties als boycots, stakingen en burgerlijke ongehoorzaamheid politieke gelijkheid voor alle Zuid-Afrikaners af te dwingen. Sisulu werd in de volgende jaren meerdere malen gearresteerd, totdat in 1964 Sisulu, Mandela en zes anderen tot een levenslange gevangenisstraf werden veroordeeld op een aanklacht wegens poging tot gewelddadige staatsgreep en het stichten van een communistische staat. Ze werden vastgehouden op Robbeneiland nabij Kaapstad.
Nadat F.W. de Klerk president van Zuid-Afrika werd, werd Sisulu op 15 oktober 1989 vrijgelaten. Op 7 juli 1991, nadat het verbod op het ANC en andere organisaties was opgeheven, werd Sisulu tot vicepresident (onder president Nelson Mandela) van het ANC verkozen.
Naar Sisulu werd de Walter Sisulu-universiteit in Mthatha in de provincie Oost-Kaap vernoemd.
Walter Sisulu was getrouwd met Albertina Thetiwa Sisulu. Ze hadden vijf eigen en vier geadopteerde kinderen.
- Biblioteca Nacional de España: XX5400263
- Gemeinsame Normdatei: 12852121X
- International Standard Name Identifier: 0000 0000 6119 4065
- Library of Congress Control Number: n88218580
- Nederlandse Thesaurus van Auteursnamen: 254697887
- SNAC: w64k146n
- Système universitaire de documentation: 071346899
- Virtual International Authority File: 279149294144680521081

1. 1 2  SNAC; geraadpleegd op: 9 oktober 2017; genoemd als: Walter Sisulu; SNAC-identificatiecode: w6sf3bn7.
2. 1 2  Find a Grave; geraadpleegd op: 9 oktober 2017; genoemd als: Walter Sisulu; Find a Grave-identificatiecode voor graf: 7417511.
3. 1 2  Munzinger Personen; geraadpleegd op: 9 oktober 2017; genoemd als: Walter Sisulu; Munzinger IBA-identificatiecode: 00000019434.
4. ↑  Brockhaus-encyclopedie; geraadpleegd op: 9 oktober 2017; genoemd als: Walter Max Ulyate Sisulu; Brockhaus-encyclopedie-identificatiecode: sisulu-walter-max-ulyate.